# Keak Hendrix
Keak Hendrix — шістнадцятий студійний альбом американського репера Keak da Sneak, виданий 6 грудня 2011 р. лейблами Ehustl.com та Sumo Records. У записі платівки взяли участь Young Lott, Айк Дола та Метт Блек. 
Зведення: Метт Келлі. Мастеринг: Кен Лі. Виконавчі продюсери: Стівен Форд, Тім Йоахім, Джеймс Росс та Джей Віллоубі.

## Список пісень
1. «We Ready» (з участю Young Lott) — 3:51
2. «Format» — 2:40
3. «They So Wet» — 3:39
4. «Punk Ho» — 3:24
5. «I Do What I Rap About» — 2:54
6. «Rollin» — 3:21
7. «The Weekend» — 2:29
8. «Mane Squeeze» — 3:18
9. «Woofers Knockin» — 2:07
10. «Automatic wit the Money» (з участю Ike Dola) — 3:35
11. «Aint Going Nowhere» — 3:24
12. «They Call Me» — 3:13
13. «Really wit It» — 3:10
14. «Mob Music» — 3:35
15. «If I Wanted» — 2:07
16. «Usual» (з участю Matt Blaque) — 3:05